# Democracia de consenso
A democracia de consenso é a aplicação da tomada de decisão por consenso ao processo legislativo em uma democracia. Define-se por uma estrutura de tomada de decisão que envolve e tem em conta uma gama tão ampla de opiniões quanto possível, em oposição aos sistemas de democracia majoritária, onde as opiniões minoritárias podem ser potencialmente ignoradas pelas maiorias vencedoras de votos. Um governo de consenso é um governo de unidade nacional com representação em todo o espectro político. Uma democracia de concordância é um tipo de democracia de consenso onde o governo da maioria não desempenha um papel central. Os referendos facultativos e as iniciativas populares correspondem à democracia de consenso.

## Exemplos

A Assembleia Legislativa dos Territórios do Noroeste de 2019 é um exemplo de governo de consenso: todos os membros são apartidários e elegem juntos o Primeiro-Ministro e o Gabinete

A democracia de consenso está mais presente em certos países como a Suíça, a Alemanha, a Dinamarca, o Líbano, a Suécia, o Iraque e a Bélgica, onde o consenso é uma caraterística importante da cultura política, nomeadamente para evitar o domínio de um grupo linguístico ou cultural no processo político. O termo Estado consociativo é utilizado na ciência política para descrever países com sistemas políticos baseados no consenso. Um exemplo deste tipo de sistema é o modelo holandês Poldermodel. Muitos partidos no Líbano apelam à aplicação da democracia de consenso, especialmente em tempos de crise.
O governo de consenso surge principalmente nas democracias não partidárias e em sistemas semelhantes em que a maioria dos políticos é independente. Muitos dos antigos territórios britânicos com grandes populações indígenas utilizam o governo de consenso para fundir a liderança tribal tradicional com o sistema de Westminster. No Canadá, o governo de consenso é utilizado nos Territórios do Noroeste e em Nunavut, bem como na região autónoma de Nunatsiavut, tendo surgido sistemas semelhantes nas nações insulares do Pacífico, Fiji, Tuvalu e Vanuatu, bem como no antigo Tynwald da Ilha de Man.